# Dimerogonus orophilus
Dimerogonus orophilus är en mångfotingart som beskrevs av Carl Graf Attems 1903. Dimerogonus orophilus ingår i släktet Dimerogonus och familjen Cambalidae. Inga underarter finns listade i Catalogue of Life.